# پوک اوفرشلوت
پوک اوفرشلوت (هلندی: Puck Oversloot؛ ۲۲ مه ۱۹۱۴ – ۷ ژانویه ۲۰۰۹) شناگر اهل هلند بود.
وی در مسابقات کشوری و بین‌المللی در مجموع برندهٔ ۱ مدال نقره، ۱ مدال برنز شده‌است.